# Salvia albocaerulea
Salvia albocaerulea là một loài thực vật có hoa trong họ Hoa môi. Loài này được Linden miêu tả khoa học đầu tiên năm 1857.